# Вайрочана (преводач)
Вайрочана (на тибетски: བཻ་རོ་ཙ་ན) е тибетски будистки деец и преводач.
Смята се, че е роден в областта Ниемо средата на VIII век и владетелят Трисонг Децен го изпраща в Индия, за да се обучава, а след това пътува в различни страни и се обучава при различни будистки учители. Той е сред 25-те главни ученици на Падмасамбхава и е посветен в монашество от Шантаракшита, ставайки един от първите седем тибетски будистки монаси. Вайрочана е един от тримата главни учители, които създават тибетската школа Дзогчен.